# Ред Гемілл
Ред Гемілл (англ. Red Hamill, 11 січня 1917, Торонто — 16 грудня 1985) — канадський хокеїст, що грав на позиції лівого нападника. Володар Кубка Стенлі.

## Життєпис
Хокейну кар'єру розпочав 1934 року. Свій перший професіональний контракт Гемілл підписав на правах вільного агента 26 жовтня 1937 року з  «Бостон Брюїнс». Під час перших двох сезонів свого перебування в «Бостоні» зіграв лише по 6 матчів регулярної частини чемпіонату, але в сезоні 1938/39 років зіграв у 12 матчах плей-оф кубка Стенлі й допоміг своїй команді у фіналі цього турніру перемогти «Торонто Мейпл Ліфс». Однак закріпитися в основному складі «Брюїнс» Реду не вдался, тому більшу частину свого перебування на контракті в «Бостоні» він провів граючи в складі клубу, який представляв молодіжну академію «Брюїнс», «Герші Берс», який виступав у Міжнародній Американській Хокейній Лізі (яка в 1940 році була перейменована в Американську Хокейну Лігу). Проте кар'єра Гемілла в НХЛ по-справжньому розпочалася 18 грудня 1941 року, коли він був проданий до складу «Чикаго Блекгокс». У складі «Блекгокс» провів 8 повних сезонів, а в сезоні 1946/47 років був капітаном команди (під час Другої світової війни була невелика перерва в його виступах за «Чикаго»). Загалом зіграв за команду 358 матчів. Завершив кар'єру хокеїста в 1951 році, після чого перейшов на тренерську роботу.
Загалом провів 443 матчі в НХЛ, включаючи 24 гри плей-оф Кубка Стенлі.

## Нагороди та досягнення
- Володар Кубка Стенлі в складі «Бостон Брюїнс» — 1939.

## Статистика
| Сезон        | Клуб                      | Ліга         | Регулярний сезон | Регулярний сезон | Регулярний сезон | Регулярний сезон | Регулярний сезон | Плей-оф | Плей-оф | Плей-оф | Плей-оф | Плей-оф |
| Сезон        | Клуб                      | Ліга         | І                | Г                | П                | О                | ШХ               | І       | Г       | П       | О       | ШХ      |
| ------------ | ------------------------- | ------------ | ---------------- | ---------------- | ---------------- | ---------------- | ---------------- | ------- | ------- | ------- | ------- | ------- |
| 1934–35      | «Торонто Янг Рейнджерс»   | OHA-Jr.      | —                | —                | —                | —                | —                | —       | —       | —       | —       | —       |
| 1935–36      | «Сауз Порк'юпайн Поркіс»  | NOJHA        | —                | —                | —                | —                | —                | —       | —       | —       | —       | —       |
| 1936–37      | «Коппер Кліфф Дж. Редмен» | NOJHA        | 3                | 10               | 2                | 12               | 10               | 12      | 21      | 14      | 35      | 11      |
| 1936–37      | «Коппер Кліфф Редмен»     | NOXA         | 12               | 10               | 2                | 12               | 17               | —       | —       | —       | —       | —       |
| 1937–38      | «Бостон Брюїнс»           | НХЛ          | 6                | 0                | 1                | 1                | 2                | —       | —       | —       | —       | —       |
| 1937–38      | «Провіденс Редс»          | ІАХЛ         | 40               | 8                | 9                | 17               | 31               | 7       | 2       | 2       | 4       | 12      |
| 1938–39      | «Бостон Брюїнс»           | НХЛ          | 6                | 0                | 1                | 1                | 0                | 12      | 0       | 0       | 0       | 8       |
| 1938–39      | «Герші Берс»              | ІАХЛ         | 45               | 12               | 12               | 24               | 29               | —       | —       | —       | —       | —       |
| 1939–40      | «Бостон Брюїнс»           | НХЛ          | 30               | 10               | 8                | 18               | 16               | 5       | 0       | 1       | 1       | 5       |
| 1939–40      | «Герші Берс»              | ІАХЛ         | 22               | 9                | 10               | 19               | 20               | —       | —       | —       | —       | —       |
| 1940–41      | «Бостон Брюїнс»           | НХЛ          | 8                | 0                | 1                | 1                | 0                | —       | —       | —       | —       | —       |
| 1940–41      | «Герші Берс»              | АХЛ          | 36               | 13               | 17               | 30               | 20               | 9       | 3       | 3       | 6       | 11      |
| 1941–42      | «Бостон Брюїнс»           | НХЛ          | 9                | 3                | 6                | 9                | 2                | —       | —       | —       | —       | —       |
| 1941–42      | «Герші Берс»              | АХЛ          | 10               | 6                | 8                | 14               | 2                | —       | —       | —       | —       | —       |
| 1941–42      | «Чикаго Блекгокс»         | НХЛ          | 34               | 18               | 9                | 27               | 21               | 3       | 0       | 1       | 1       | 0       |
| 1942–43      | «Чикаго Блекгокс»         | НХЛ          | 50               | 28               | 16               | 44               | 44               | —       | —       | —       | —       | —       |
| 1943–44      | «Кінгстон Армі»           | OHA-Sr.      | 14               | 10               | 16               | 26               | 28               | —       | —       | —       | —       | —       |
| 1945–46      | «Чикаго Блекгокс»         | НХЛ          | 38               | 20               | 17               | 37               | 23               | 4       | 1       | 0       | 1       | 7       |
| 1946–47      | «Чикаго Блекгокс»         | НХЛ          | 60               | 21               | 19               | 40               | 12               | —       | —       | —       | —       | —       |
| 1947–48      | «Чикаго Блекгокс»         | НХЛ          | 60               | 11               | 13               | 24               | 18               | —       | —       | —       | —       | —       |
| 1948–49      | «Чикаго Блекгокс»         | НХЛ          | 57               | 8                | 4                | 12               | 16               | —       | —       | —       | —       | —       |
| 1949–50      | «Чикаго Блекгокс»         | НХЛ          | 59               | 6                | 2                | 8                | 6                | —       | —       | —       | —       | —       |
| 1950–51      | «Чикаго Блекгокс»         | НХЛ          | 2                | 0                | 0                | 0                | 0                | —       | —       | —       | —       | —       |
| 1950–51      | «Міллуокі Сігаллс»        | USHL         | 52               | 7                | 27               | 34               | 47               | —       | —       | —       | —       | —       |
| Усього в НХЛ | Усього в НХЛ              | Усього в НХЛ | 419              | 128              | 94               | 222              | 160              | 24      | 1       | 2       | 3       | 20      |